# Mesatunich (Motul)
Mesatunich es una localidad, comisaría del municipio de Motul en el estado de Yucatán localizado en el sureste de México.

## Toponimia
El nombre (Mesatunich) proviene del idioma maya.

## Demografía
Según el censo de 2005 realizado por el INEGI, la población de la localidad era de 572 habitantes, de los cuales 292 eran hombres y 280 eran mujeres.
| 59                          | 35 | 91 | 134 | 193 | 268 | 400 | 430 | 511 | 443 | 467 | 493 | 572 |
| (Fuente: INEGI [Consultar]) |    |    |     |     |     |     |     |     |     |     |     |     |

## Galería

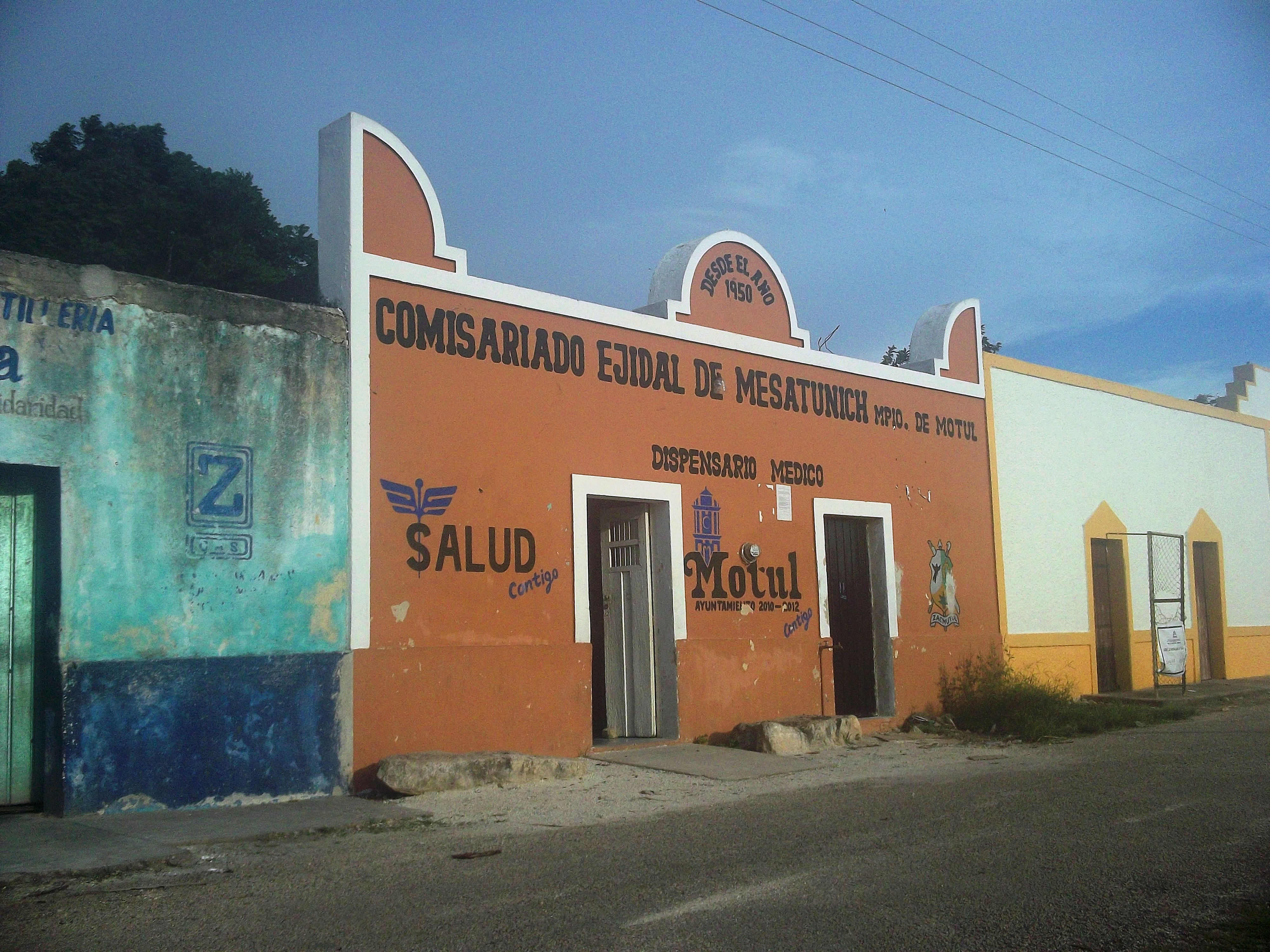
Casa comisarial de Mesatunich.
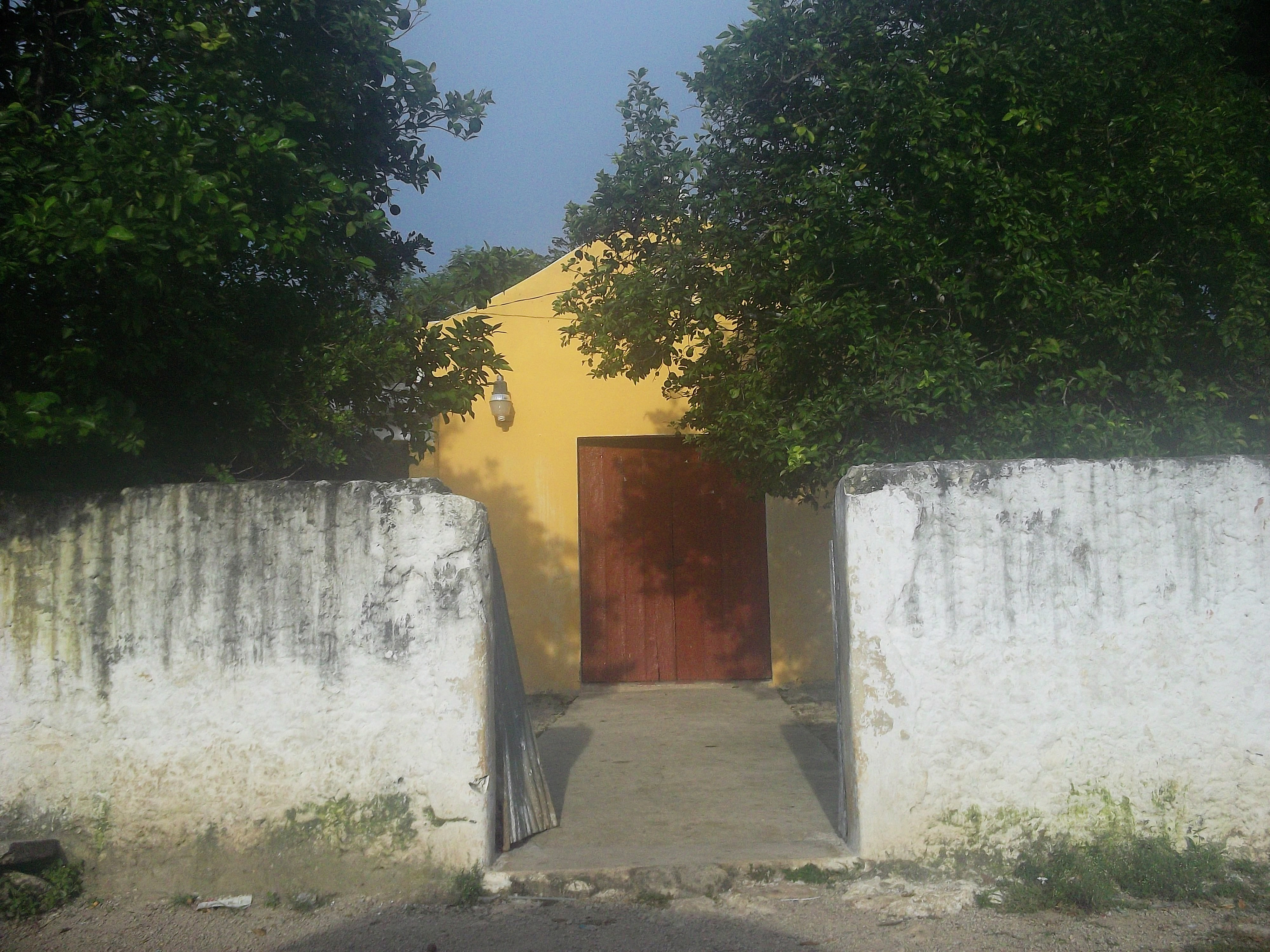
Iglesia principal de Mesatunich.